# Cocijopij
Cocijopij II (del zapoteco: Guziuꞌbii ‘Tormenta o lluvia de viento’‘guziuꞌ, 'tormenta o lluvia'; bii, viento’) o Cosiiopii II (1502-1562) fue el último coquitao (rey zapoteco) de la dinastía gobernante del reino de Zaachila o Teotzapotlan. Era conocido por los mexicas con el nombre de Yecaquiahuitl.

## Biografía
Ascendió al trono en el año de 1518. Cosiiopii II fue hijo de la princesa Xilabela, hija del tlatoani azteca Ahuízotl y del coquitao Cosiioeza II. Es posible que su nombre al nacer haya sido Lachi (lagartija en zapoteco) y de que el nombre de Cosiiopii le haya sido dado posteriormente por los mismos zapotecas, quienes en una antigua tradición lo asociaban con su abuelo por haber realizado grandes batallas.
Cosiiopii II y su hermana Pinopiaa ascendieron al trono en 1518; Pinopiaa murió poco tiempo después, convirtiéndose así Cosiiopii en el único rey hasta la llegada de los españoles a Zaachila en 1523. Después de que los españoles hubieran derrotado al Imperio Azteca, con quien el Reino de Zaachila mantenía una frágil alianza, Cosiiopii ofreció su vasallaje al rey Carlos V de España.
Aceptó la religión católica bautizándose como Juan Cortés en 1526, y costeó la construcción del convento de Santo Domingo Tehuantepec que por cédula real del 7 de septiembre de 1543 había concedido Carlos V, iniciándose su construcción al año siguiente y concluyéndose en 1555. Sin embargo Cosiiopii fue acusado de seguir profesando su antigua religión por lo que fue arrestado y sometido a múltiples juicios hasta su muerte en 1562.
Cosiiopii II fundó además la villa de Guevea en el año de 1540, nombrando como gobernador de este territorio al xuana (príncipe en zapoteco) Bechogueza, este asentó a sus gobernados en Tani Quiebiya nombre zapoteca que con el tiempo mutó a Dani Guevea que traducido al castellano significa “Monte de Hongos”.

## Leyenda
Cuenta la leyenda que siendo Cosijoeza el rey zapoteca, y cuya capital de sus dominios estaba en Zaachila, nació su hija Donají, y un sacerdote de Mitla descifra en el cielo un signo de la fatalidad prediciendo que ella se sacrificaría por amor a su pueblo zapoteca. Cuando los mixtecos y zapotecos se encuentran en feroz batalla, Donají conoce herido al príncipe mixteco Nucano, de quien se enamora
Al ser derrotados los zapotecos, los mixtecos piden en prenda de paz a Donají para que el rey Cosijoeza respetara los tratados. Es llevada a vivir a un palacio de Monte Albán; después de la lucha entre los contendientes, una noche que tratan de recatarla es sacrificada por un guerrero. Es buscada por sus hermanos de raza por todos los rincones de la comarca sin llegarla a encontrarla, hasta que años después un pastor caminando por el río Atoyac, vio un hermoso lirio brotar de la tierra, el cual era tan bello, que fue a dar aviso a las autoridades quienes de inmediato se dirigieron al lugar, abrieron la tierra encontrando la cabeza de la princesa un tanto inclinada al oriente y de su cien brotaba aquel hermoso lirio.
Su enamorado Nucano gobierna con amor a los zapotecos en recuerdo a Donají, y sus cuerpos descansan bajo la misma losa en Cuilapam de Guerrero… eso cuenta la leyenda. La casa del Rey Cosijoeza está de fiesta. Un bagidito de plata llena los ámbitos de cálida alegría y enciende todos los cariños; ya han puesto en sus manos hoyueladas, el malacate simbólico de la femineidad y, cual una princesa de cuento, la niña recién nacida espera a las hadas de los bellos dones.
Tiboot, el sacerdote de Mitla, descifra en el cielo el sino de aquella niña, hija de la amorosa Pelaxilla y del rey zapoteco noble y fuerte, cual un dios. Tiboot titubea y dice al fin: "múltiples virtudes adornan a nuestra princesa, pero el signo de la fatalidad estaba en el cielo cuando ella nació. Este hecho, precursor de funestos sucesos, nos dice que ella misma se sacrificará por amor a la patria". El capullo de carne y rosas se llamó Donají, nombre sonoro y dulce que quiere decir "Alma Grande".
El estruendo de la guerra despertó una noche a la núbil princesa, hecha ya de gracia y belleza, mixtecos y zapotecos disputan. Pueblos igualmente fuertes, sabios y poderosos. Los guerreros zapotecos traen un prisionero moribundo; la sangre baña su cabeza y una palidez mortal cubre su faz virilmente hermosa. Sus ropas y sus armas dicen que pertenece a elevada alcurnia. Está sin conocimiento, los guerreros lo dejan y retornan al tumulto de la lucha. Donají, compasiva, lava sus heridas y lo esconde al furor de sus enemigos. Juventudes brillantes, audaces, nobles vástagos en plena edad del mejor ensueño, sintieron que el amor había brotado entre ellos, uniéndolos para siempre.
Cuando el príncipe Nucano, "Fuego Grande", que tal era el nombre del prisionero, se hubo restablecido, pidió a Donají que lo dejara partir. Los mixtecos contaban una vez más con el valiente y arrojado príncipe, que los guiaba en las victorias, gracias al amor de Donají. La lucha se había entablado encarnizadamente. El valiente Cosijoeza había tenido que abandonar Zaachila, capital de su reino. Entabladas negociaciones de paz, los mixtecos las aceptaron pero, desconfiando del astuto rey zapoteco que había tenido tantos ardides en la lucha, pidieron en prenda de paz a la dulce princesa Donají, que embellecía los días de su padre. Si por alguna circunstancia el rey zapoteco no respetaba los tratados, la princesa sería muerta por los guardianes mixtecos.
Corrían una y otra las noches de luna resplandecientes. Donají se sentía humillada de ser prenda de paz, cuando la palabra de su augusto padre bastaba por sí sola, como que era la palabra de un rey. Una noche en que había muerto la luna resplandeciente y los mixtecos dormían confiados, Donají, atenta a los rumores de la noche pensaba: "¡Oh, si yo pudiera!". La ocasión se presentaba propicia, y con una de sus damas envió a su padre recado de que los mixtecos dormían en la placidez de sus dominios de Monte Albán.
Pasaron momentos largos y pesados. De pronto, un leve murmullo avisó a la princesa que los suyos subían por la montaña. De improviso cayeron en el campamento y los mixtecos murieron a millares, antes de haber organizado la defensa. Un dardo penetró en la alcoba de la princesa; era la señal convenida de que los suyos iban a rescatarla. Se disponía a huir, cuando los guardianes mixtecas la apresaron, para vengar en su persona la afrenta de los zapotecos.
Bajaron la montaña. Un nombre musitaban sus labios puros y rojos que parecían morir de desesperanza. Nucano, el de los blancos amores, era sólo un recuerdo que parecía perderse en las brumas de aquel amanecer. Los negros ojos de Donají, se entrecerraron para enviar sus últimos pensamientos a Zaachila, a la patria bella, grande y victoriosa. Los sones bélicos de los zapotecos llegaban hasta los oídos de los fugitivos; el agua del río se veía oscura por la sangre de los guerreros de Cosijoeza. La sed de venganza brotó incontenible en los mixtecos: ahí tenían a Donají, la bella, la del "Alma Grande" y junto a las aguas rumorosas, se consumó la venganza. Y ahí mismo, el tibio y decapitado cadáver encontró sepultura, y la verde pradera entretejió su mortaja, mientras el río Atoyac recitaba la muerte dolorosa de la princesa zapoteca. Pasó mucho tiempo. Se cuenta que un día de invierno, un pastorzuelo descubrió un lirio fragante al pasar por las márgenes del río Atoyac. Lo insólito de una flor en esa época lo llenó de asombro.
Más aún, cuando a los quince días volvió a encontrar en el mismo lugar, el mismo lirio terso y lozano, como si un misterioso poder lo conservara intacto. Una excavación en el lugar dio con el cuerpo de Donají, en cuya grácil cabeza había enraizado el lirio del valle. Parecía dormida y su cuerpo sin putrefacción admiró a quienes lo vieron. Quienes tanto se amaron en la vida, se unieron al fin: Donají y Nucano, descansan bajo la misma losa en la iglesia de Cuilapan de Guerrero. El viajero puede ver en el piso de la iglesia, con mediana cerca de hierro, un sepulcro con dos nombres: el de Doña Juana Cortés y el de Don Diego de Aguilar, nombre que tomó el príncipe mixteco cuando lo bautizaron.
Nucano "Fuego Grande", no dejó de lamentar en su vida la muerte de Donají. Ambos habían sacrificado su amor al amor de la patria. Nucano fue gobernador de los zapotecos y cuidó de aquel pueblo, que otrora le cubriera de heridas, como si en él viviera la graciosa princesa de sus tristes amores. La ciudad de Oaxaca ostenta orgullosamente en su escudo oficial, la núbil cabeza de Donají, que florece majestuosamente en el cielo límpido, en este cielo siempre azul de la que antes fue Antequera.